# When I Was Young
When I Was Young è il secondo EP della cantante danese MØ, pubblicato nell'ottobre 2017.

## Tracce
1. Roots – 3:31 (Karen Marie Ørsted, Nick Madsen, Hasse Møller, Adam Ashtiani)
2. When I Was Young – 3:39 (Ørsted, Ronni Vindahl, Daniel Mizhrahi, James Allan, Kristoffer Fogelmark, Albin Nedler, Grant Harris)
3. Turn My Heart to Stone – 3:07 (Ørsted, Mads Kjaergaard, Malthe Beck, William Asingh)
4. Linking with You – 3:23 (Ørsted, Rob Tailor, Kenzie May, Sam Manville, Nick Madsen, Asingh)
5. BB – 3:22 (Ørsted, Madsen, Asingh)
6. Run Away – 3:05 (Ørsted, Madsen, Fridolin Nordsø)